# Poa binata
Poa binata är en gräsart som beskrevs av Christian Gottfried Daniel Nees von Esenbeck. Poa binata ingår i släktet gröen, och familjen gräs. Inga underarter finns listade i Catalogue of Life.